# Dat So La Lee

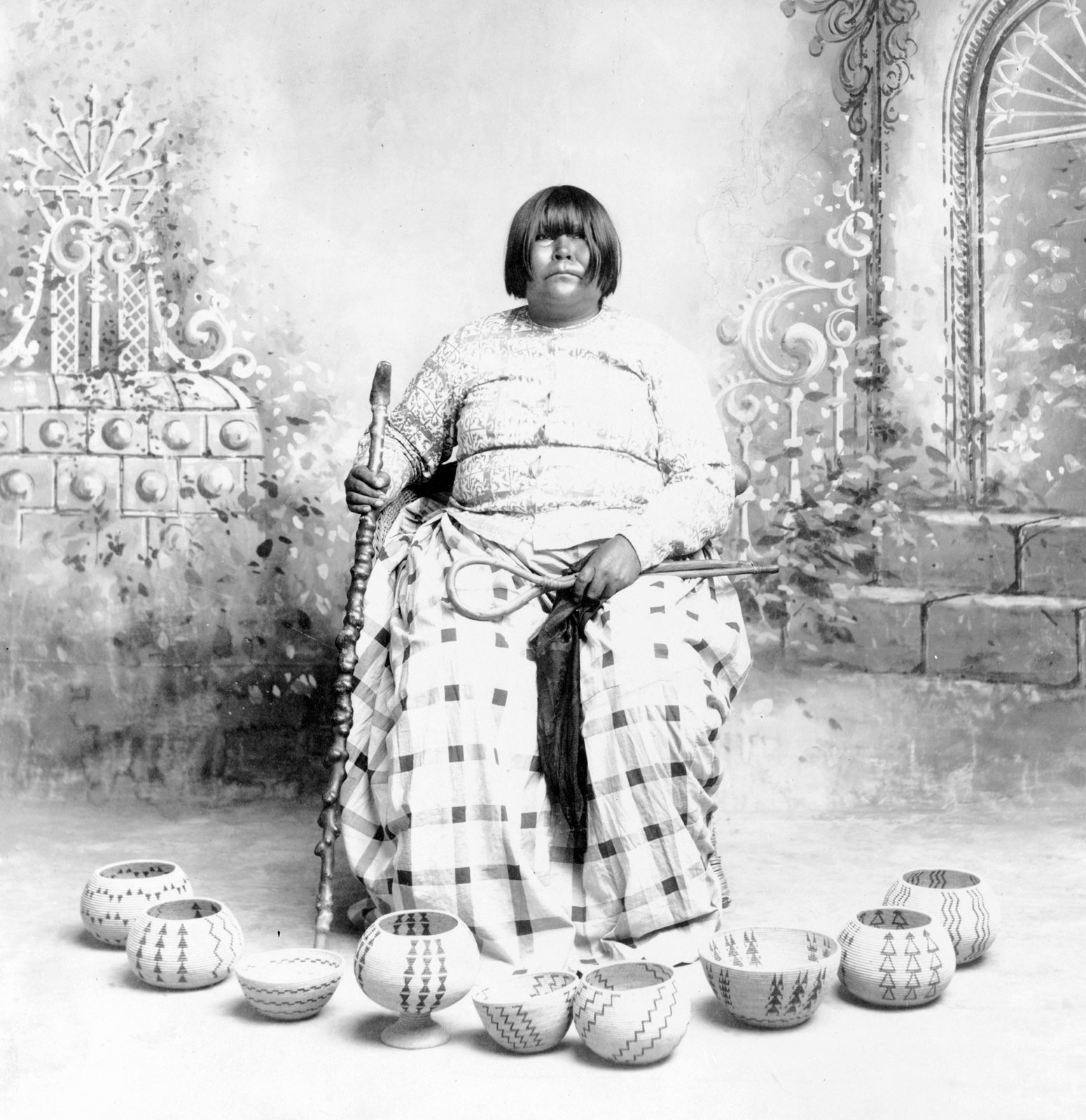
Dat So La Lee

Dat So La Lee (Louisa Keyser) (ok. 1829 — 1925) – jedna z najsławniejszych indiańskich artystek z końca XIX w. i początku XX w., pochodząca z północnoamerykańskiego plemienia Washoe.
Zajmowała się przede wszystkim wyplataniem koszyków – głównie wierzbowych, o płaskiej podstawie, pękatym kształcie i otworze o średnicy zbliżonej do średnicy podstawy – rozpoczynanych od trzech gałązek.
W latach 1895–1925 amerykańscy marszandzi Amy i Abe Cohn zinwentaryzowali ok. 120 wykonanych przez nią koszyków, z których większość sprzedano kolekcjonerom dzieł sztuki tubylczych Amerykanów.
Pochowana na cmentarzu w Carson City w Nevadzie. Napis na jej nagrobku głosi Miriady gwiazd świecą nad grobami naszych przodków.